# Chascanum garipense
Chascanum garipense là một loài thực vật có hoa trong họ Cỏ roi ngựa. Loài này được E.Mey. mô tả khoa học đầu tiên năm 1838.